# Michal Pospíšil
Michal Pospíšil (* 3. května 1979, Praha, Československo) je český fotbalový útočník a bývalý mládežnický reprezentant, mistr Evropy hráčů do 21 let z roku 2002. V současnosti působí v českém klubu FC Přední Kopanina, kam přišel z 1. SK Prostějov.

## Klubová kariéra
Pospíšil začínal s fotbalem ve Zbraslavi. Pak hrál za Spartu Praha, Chmel Blšany a Viktorii Žižkov. S Žižkovem vyhrál český fotbalový pohár. V červnu 2002 se vrátil po úspěšném Mistrovství Evropy hráčů do 21 let (získal s týmem titul) do Sparty, po podzimu byl jejím nejlepším kanonýrem a na konci sezóny slavil zisk ligového titulu. V červenci 2003 byl vyměněn do Liberce za obránce Johanu. Po dvou sezónách odešel do skotského klubu Heart of Midlothian, kde se setkal s krajany Rudolfem Skácelem a Romanem Bednářem. V sezóně 2005/06 se Hearts dostali do finále skotského poháru, které vyhráli až na pokutové kopy nad týmem Gretna FC (1:1 po prodloužení, 4:2 na penalty). Michal Pospíšil svůj penaltový kop v závěrečném rozstřelu proměnil a získal další trofej.
V lednu 2008 přestoupil do belgického klubu K. Sint-Truidense VV. Od února 2009 strávil půl roku ve Viktorii Žižkov, na podzim 2009 byl bez angažmá. V lednu 2010 šel do střížkovských Bohemians a začátkem roku 2011 se přesunul na Island do klubu UMF Grindavík. Od ledna 2012 je hráčem divizního českého klubu 1. SK Prostějov.Momentálně hraje za SK Rapid Psáry , okresní přebor Praha-západ.

## Reprezentační kariéra
Michal Pospíšil působil v mládežnickém reprezentačním výběru České republiky do 18 let, za nějž odehrál v letech 1997–1998 celkem 11 zápasů a vstřelil 5 gólů. V roce 2000 nastoupil k jednomu utkání za českou reprezentaci do 20 let, šlo o domácí přátelské střetnutí s Izraelem (výhra 5:1). Pospíšil v tomto utkání vstřelil první gól českého týmu. V letech 2000–2002 odehrál za českou reprezentační jedenadvacítku dohromady 21 zápasů a vsítil 5 branek.

### Mistrovství Evropy hráčů do 21 let 2002
Zúčastnil se Mistrovství Evropy hráčů do 21 let v roce 2002 ve Švýcarsku, kde česká reprezentační jedenadvacítka vyhrála svůj premiérový titul, když ve finále porazila Francii na pokutové kopy.
V prvním zápase základní skupiny B 16. května prohrála česká reprezentace s Francií 0:2, trenér Miroslav Beránek nasadil Pospíšila v základní sestavě, ten odehrál plný počet minut. 19. května následoval zápas s Belgií konaný v Ženevě, Michal šel na hřiště v 55. minutě za Štěpána Vachouška, zápas skončil výsledkem 1:0 pro ČR. V posledním zápase skupiny proti Řecku se dostal na hřiště až v 78. minutě (opět střídal Vachouška), utkání dospělo k remíze 1:1.
V semifinále 25. května narazil český výběr na tým Itálie a Michal Pospíšil odehrál velký zápas. Šel na hřiště v 75. minutě za Štěpána Vachouška a skóroval v 83. minutě. Zajistil tak českému celku slibné vedení 2:0, které ale Italové ještě stihli vymazat a vyrovnali v závěru na 2:2. V 9. minutě prodloužení vstřelil po úniku Libora Žůrka na levém křídle Pospíšil zlatý gól na 3:2 a zajistil svému týmu účast ve finále.
Ve finále 28. května se ČR opět střetla s Francií. Tentokrát gól v řádné hrací době ani v prodloužení nepadl a musely rozhodnout pokutové kopy. V nich vynikl Petr Čech, jenž zlikvidoval 3 ze 4 pokusů soupeře. Michal Pospíšil se dostal na hrací plochu v 38. minutě a na konci mohl slavit se spoluhráči titul. Zároveň to bylo poslední vystoupení mladého hráče za reprezentační tým do 21 let.

### Reprezentační zápasy a góly
Zápasy Michala Pospíšila v české reprezentaci do 21 let
| Rok    | Zápasy | Góly |
| ------ | ------ | ---- |
| 2000   | 4      | 0    |
| 2001   | 10     | 2    |
| 2002   | 7      | 3    |
| Celkem | 21     | 5    |

Góly Michala Pospíšila v české reprezentaci do 21 let
| Gól | Datum       | Stadion                     | Soupeř        | Skóre (min.) | Výsledek | Soutěž                     |
| --- | ----------- | --------------------------- | ------------- | ------------ | -------- | -------------------------- |
| 010 | 23. 3. 2001 | Ballymena, Severní Irsko    | Severní Irsko | 00:20 (87.)  | 0:2      | kvalifikace na ME U21 2002 |
| 02  | 24. 4. 2001 | Na Litavce, Příbram, Česko  | Belgie        | 01:00 (3.)   | 7:0      | přátelský zápas            |
| 03  | 12. 2. 2002 | Porto, Portugalsko          | Portugalsko   | 00:20 (60.)  | 1:3      | přátelský zápas            |
| 04  | 25. 5. 2002 | Hardturm, Curych, Švýcarsko | Itálie        | 02:0 0(83.)  | 3:2      | ME U21 2002                |
| 05  | 25. 5. 2002 | Hardturm, Curych, Švýcarsko | Itálie        | 03:2 0(99.)  | 3:2      | ME U21 2002                |